# وستون آن ترنت
وستون آن ترنت (به انگلیسی: Weston-on-Trent) یک روستا و محله مدنی در بریتانیا است که در Weston upon Trent واقع شده‌است. وستون آن ترنت ۱٬۲۳۹ نفر جمعیت دارد.